# Schloss Pförten
Das Schloss Pförten ist eine Schlossanlage im Stil des Rokoko in der polnischen Stadt Brody (Pförten) in der Niederlausitz.

## Geschichte
Das Schloss wurde 1680 durch Graf Ulrich Hipparchos von Promnitz an Stelle der mittelalterlichen Burg Pförten errichtet.
1741 bis 1749 wurde es für den Grafen Heinrich von Brühl nach Entwürfen Johann Christoph Knöffels im Stil des Rokoko umgebaut. In den folgenden Jahren war es eine bevorzugte Residenz von Graf von Brühl.
1758 wurde das Schloss auf Befehl von König Friedrich II. von preußischen Truppen niedergebrannt. Um 1858 erfolgte eine Restaurierung. Von 1919 bis 1924 wurde es wieder aufgebaut. Es diente den Familien der Grafen von Brühl als Sitz einer der größten Standesherrschaften in Brandenburg, der Herrschaft Pförten. Im Jahr 1945 wurde das Hauptschloss durch einen Brand erneut zerstört.
Die Sanierung des Schlosses begann im Sommer 2013, nachdem Nebengebäude und Park bereits teilweise wiederhergestellt worden sind.

## Beschreibung
Das Schloss ist ein dreistöckiger hufeisenförmiger Repräsentationsbau, der von einem Schlosspark und zwei Kavaliershäusern umgeben ist.

### Schloss

#### Grundriss
Der durch den alten Vorgängerbau vorgegebene Grundriss des Schlosses blieb unangetastet. Nach Plänen Knöffels wurde seitlich neben dem Vestibül eine neue Haupttreppe eingefügt. Außerdem erhielten die verlängerten Flügel hinter ihrer Stirnseite jeweils ein Treppenhaus zur internen Verbindung. Knöffel musste die sehr großen Räume des alten Schlosses durch Einbauten und Unterteilungen den veränderten Wohnbedürfnissen anpassen. Die zum Garten gelegenen repräsentativen Räume des ersten Obergeschosses blieben in ihren Abmessungen unverändert. Die übrigen Teile des Schlosses erfuhren grundlegende Veränderungen; so verbarg Knöffel mittels eines schmalen Mittelkorridors mit Nebentreppen die dahinter befindlichen Räume.

#### Treppenhaus
Die von Knöffel entworfene dreiläufige Treppe des Haupttreppenhauses befand sich ohne axiale Bezüge seitlich neben dem Vestibül. Zudem verfügte sie über einen zur Mittelachse des Hauses parallelen Antritt. Am Treppenauge wurde die Treppe von Pfeilern gestützt. Die Pfeiler am mittleren Lauf waren ausgerundet, ebenso der Anschluss der Stufen, so dass sich eine optische Überleitung von einem Lauf zum anderen ergab.

#### Statuen
Statuen Johann Gottfried Knöfflers schmückten das Gebäude, zwei Atlantengruppen flankieren bis heute das Hauptportal und stützen den darüber befindlichen Balkon.

Atlantengruppen am Hauptportal

#### Schlossfassade
An den Schmalseiten der Schlossflügel spaltete sich das Gesims auf, indem die unteren Profile weiter horizontal, die oberen dagegen in der Form eines Segmentbogens verlaufen. Die dabei entstandenen Felder waren mit Bauinschriften versehen.

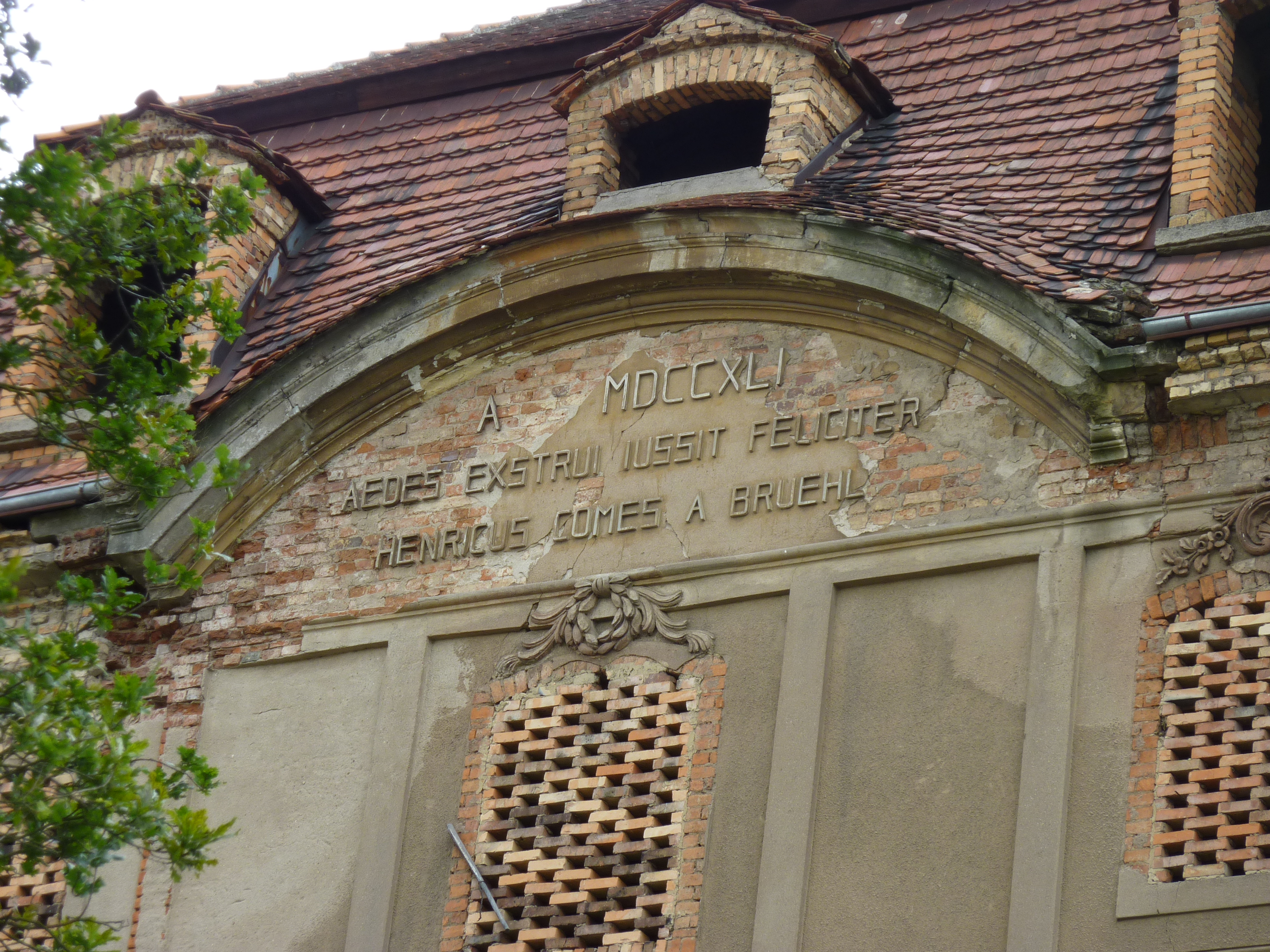
Giebelfeld mit Inschrift am südlichen Seitenflügel des Schlosses
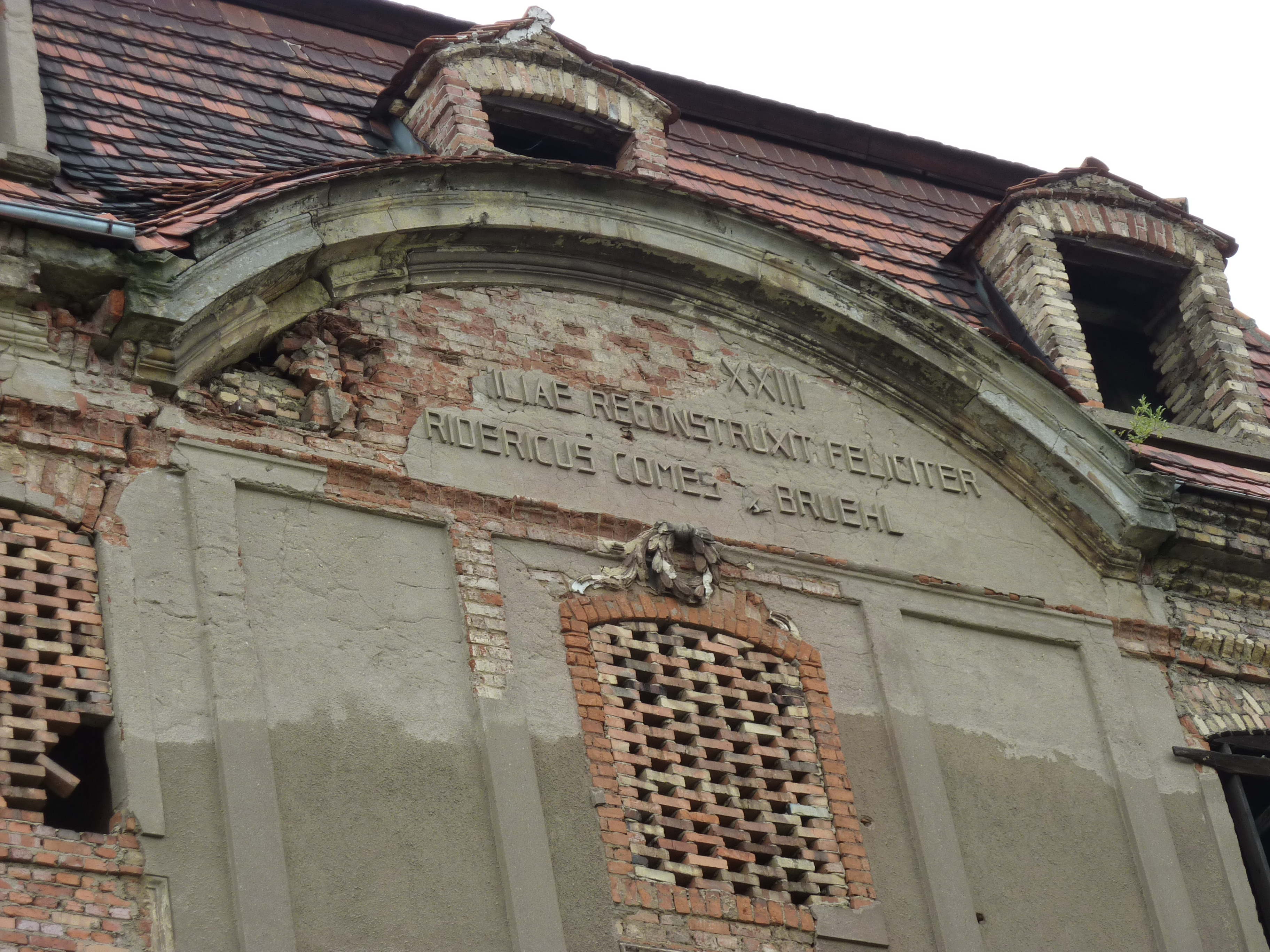
Giebelfeld mit Inschrift am nördlichen Seitenflügel des Schlosses

#### Innendekoration
Grundgerüst der Wandgliederung im Innern bildete die Staffelung der Wände in zarte Vor- und Rücksprünge. Diese Wandgliederung ging auf die sogenannte Joachimsteiner Wandabwicklung zurück. Knöffel fügte hier als neues Element den Wechsel von breiten und schmalen Feldern hinzu, aufgeteilt in eine Sockel- und darüber befindliche Wandzone. Ein Gebälk deutet Knöffel bei seiner Innendekoration nicht an, so bildete den Abschluss lediglich ein einfaches Gesims, das in der Mitte aufgerissen wurde und sich emporbog, so dass auch hier an diesen Punkten Kartuschen zwischen Wand und Decke vermittelten.

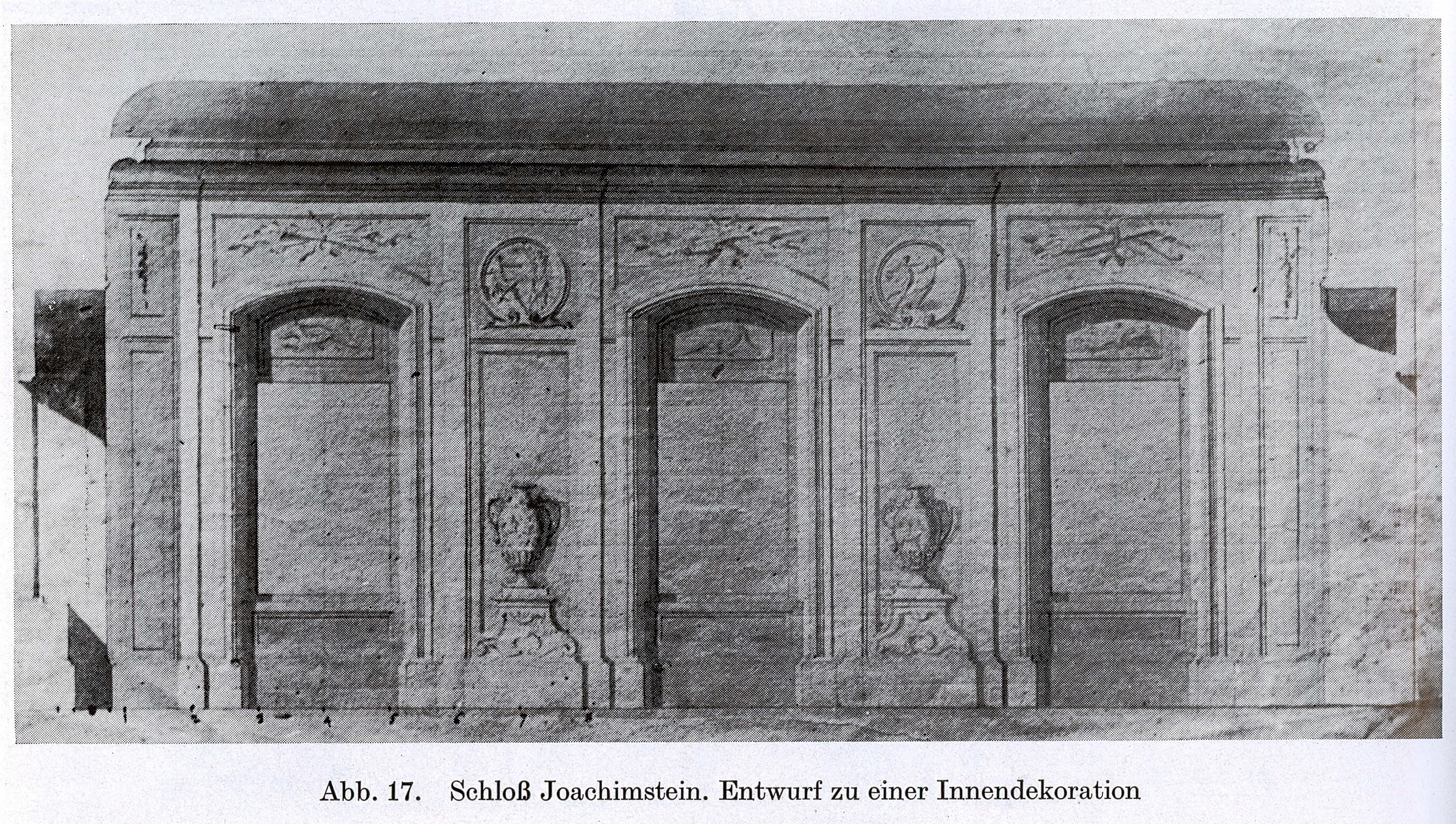
sog. Joachimsteiner Wandabwicklung (Schloss Joachimstein, Knöffels Entwurf zu einer Innendekoration)

Der Wandaufriss eines Kabinettes in Schloss Pförten zeigte ebenso die für Knöffel typische Innendekoration. Die Wand wurde durch Felder gegliedert, wobei wegen der kleinen Abmessungen des Raums auf einen Wechsel von schmalen und breiten Feldern verzichtet wurde. Ihr Schmuck erfolgte durch bildhafte Darstellungen, und die Verwendung der Rocaille blieb auf die Rahmungen beschränkt, wobei Rahmen- und Bildfunktionen streng voneinander getrennt wurden.

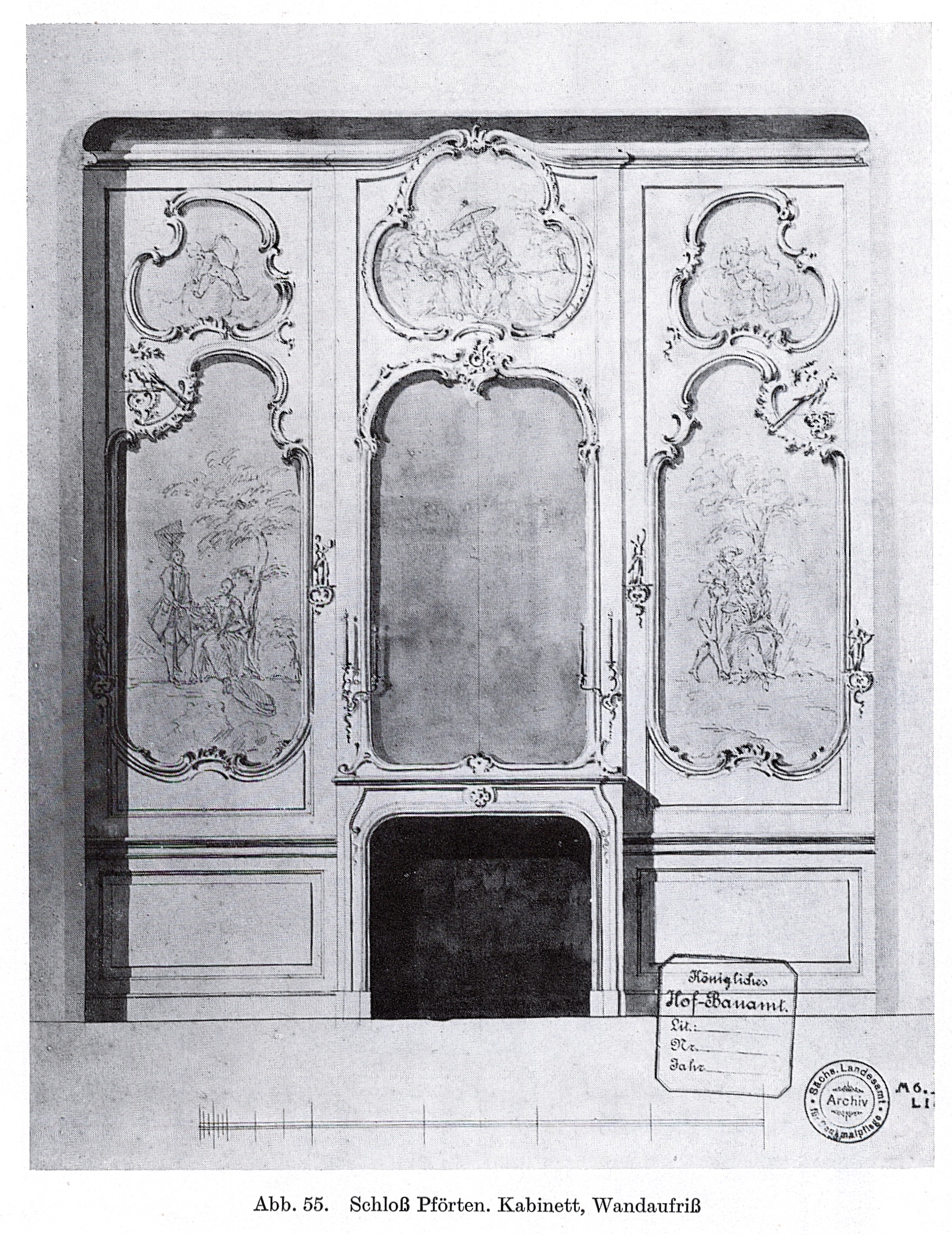
Kabinett, Wandaufriß
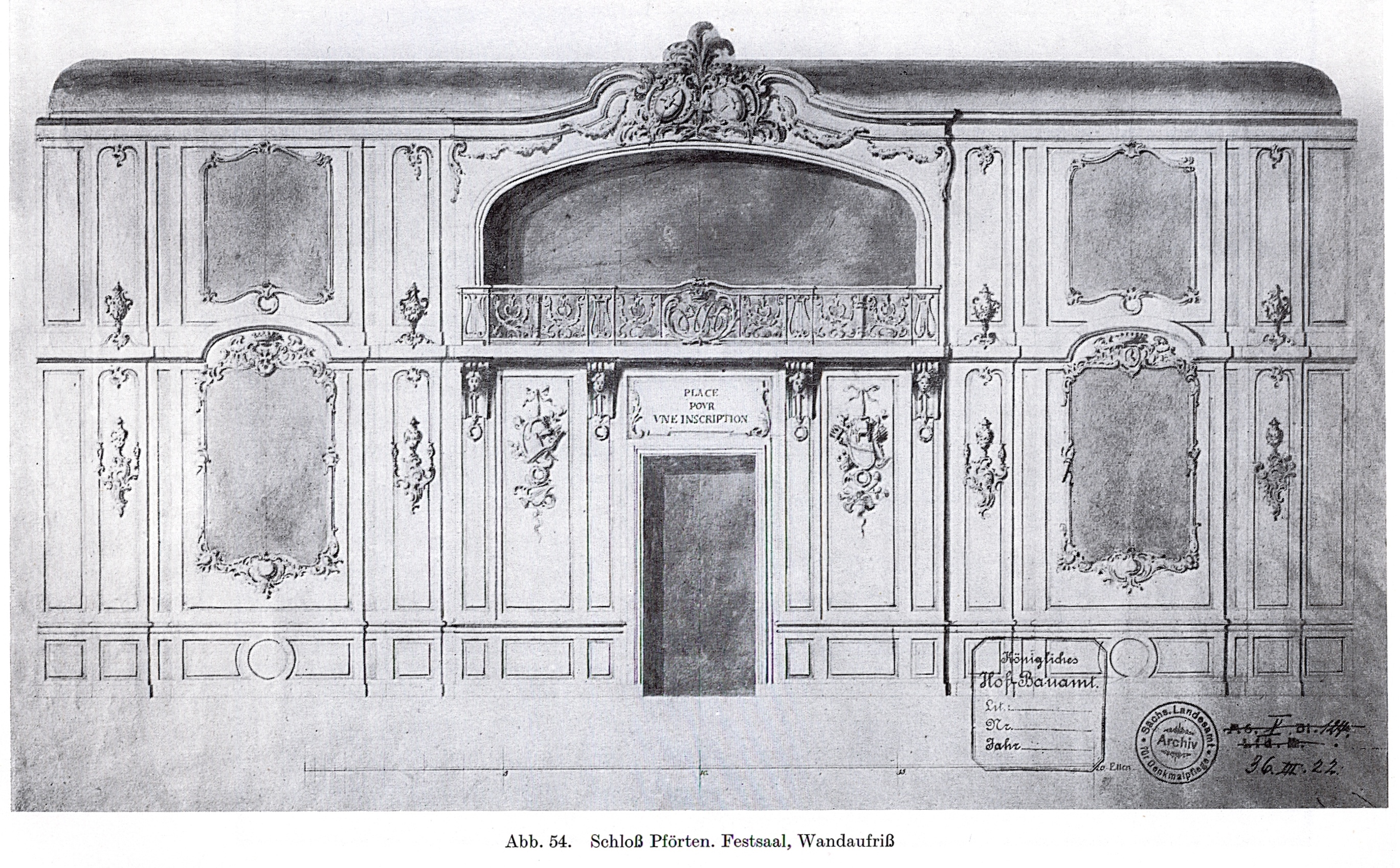
Festsaal, Wandaufriß 2
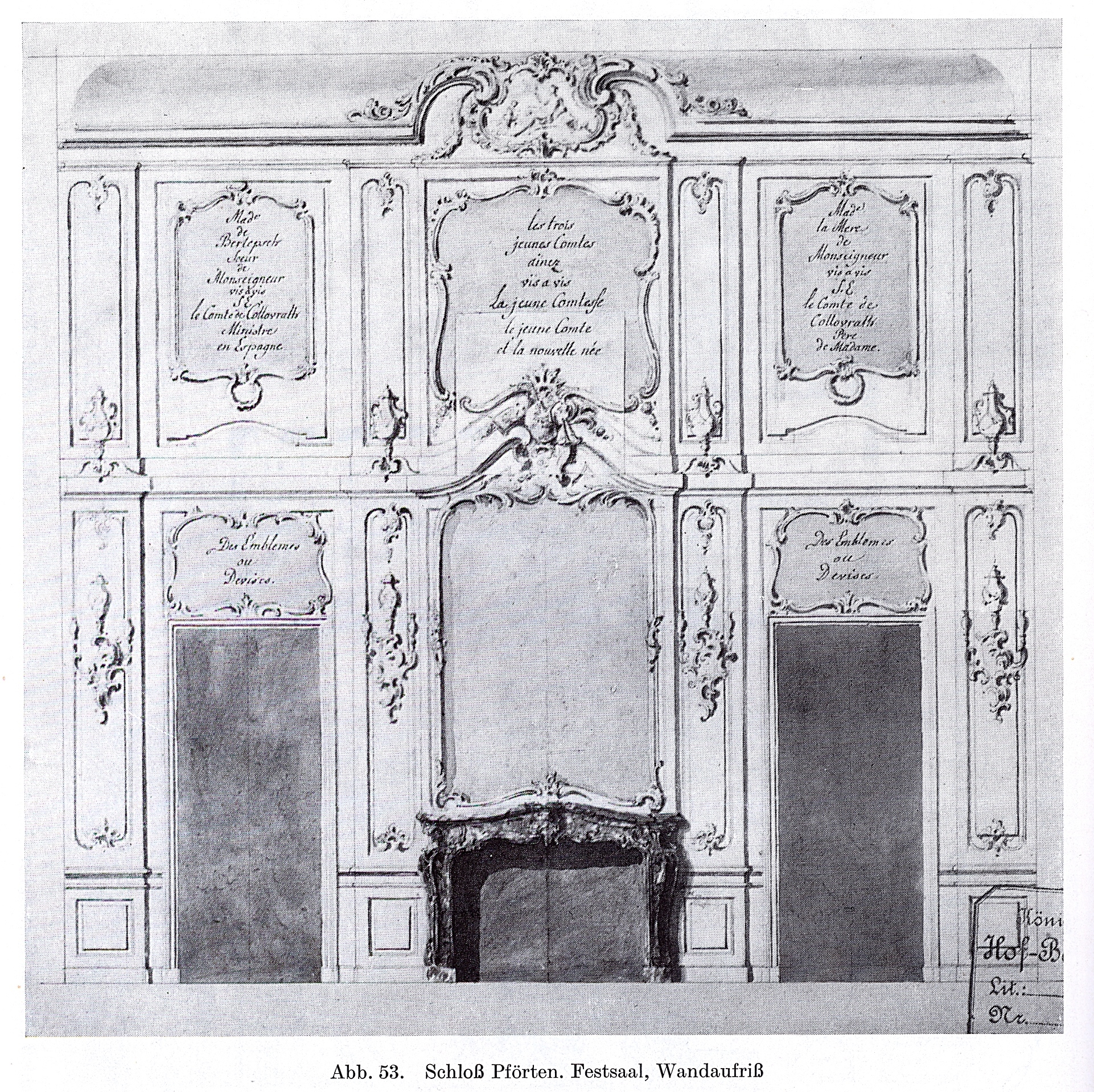
Festsaal, Wandaufriß 1

### Park

#### Kavalierhäuser
Das in einem Halbkreis aufsteigende Hauptgesims der Kavalierhäuser betont die darunter befindliche Durchfahrt in der Mittelachse.

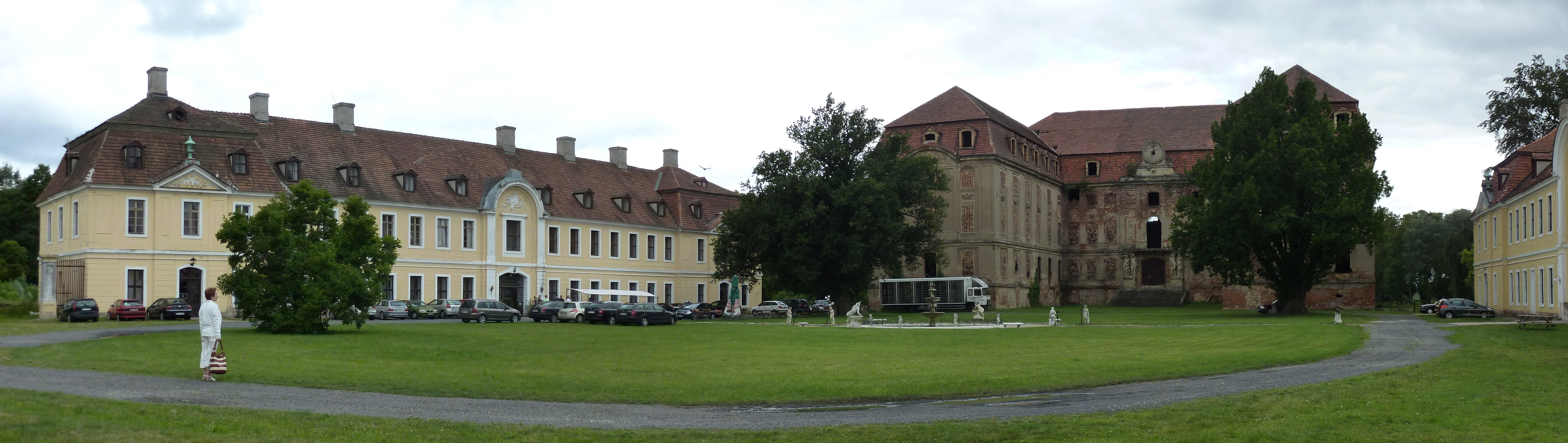
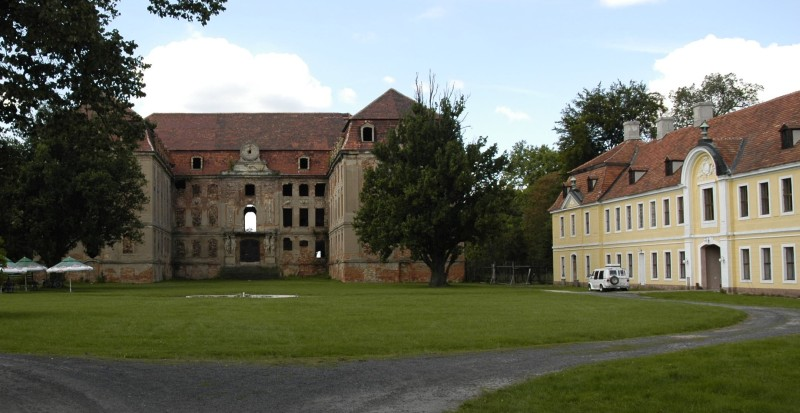

#### Sandsteinplastiken
Die Sandsteinplastiken im Park schuf ebenfalls der Dresdner Hofbildhauer Gottfried Knöffler.

#### Im Europäischen Parkverbund
Der Schlosspark Brody wurde 2010 eines von vier Gründungsmitgliedern im Europäischen Parkverbund Lausitz Von Graf Brühl bis Fürst Pückler. Weitere Mitglieder sind der Fürst-Pückler-Park Bad Muskau, der Ostdeutsche Rosengarten Forst und der Fürst-Pückler-Park Branitz. Seit 2017 gehören fünf weitere Parks dazu.